# 乌拉嘎镇
乌拉嘎镇，是中华人民共和国黑龙江省伊春市嘉荫县下辖的一个乡镇级行政单位。
乌拉嘎镇胜利鄂伦春民族村是伊春市鄂伦春族的主要聚居地。

## 行政区划
乌拉嘎镇下辖以下地区：
团结社区、金星社区、金丰村、金水村、胜利村和立志村。

## 乌拉嘎国家矿山公园
乌拉嘎国家矿山公园总面积155.78平方公里，分布着稀有地质遗迹景观——大型斑岩型金矿和晚白垩纪恐龙埋葬群。